# Batalla de Bir Hakeim
La Batalla de Bir Hakeim tuvo lugar en un oasis situado en medio del desierto de Libia, en el cual antes había existido un fortín otomano. Del 26 de mayo hasta el 11 de junio de 1942, la 1.ª Brigada francesa libre del general Kœnig (incluyendo la 13.ª Media Brigada de la Legión Extranjera) resistió los ataques de los ejércitos motorizados italiano y alemán (Afrika Korps) del general Rommel.
Este hecho, conseguido por el valor del Ejército Francés Libre, dio un respiro a las tropas británicas, que lograron rehacerse de una mala posición y alcanzaron posteriormente el triunfo en la batalla de El Alamein. El general Saint Hillier dirá en 1991: 

«Fue necesario que un grano de arena frenara el avance ítalo-alemán, que no alcanzó a El Alamein hasta después de la llegada de las divisiones británicas frescas: el grano de arena se llamaba Bir Hakeim».

## La batalla de Bir Hakeim

### Situación en Libia a mediados de 1942

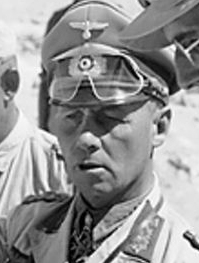
Erwin Rommel, Comandante del Deutsches Afrika Korps.

A principios de 1942, después de su derrota en el oeste de Cirenaica, el VIII Ejército británico hace frente a las tropas germano-italianas en Libia, en los alrededores de la plaza fuerte de Tobruk. En mayo de 1942, la ofensiva alemana en Libia se reactiva con el objetivo final de conseguir la toma del Canal de Suez. Esta ofensiva se llevará a cabo hasta la batalla de Bir Hakeim, que arruinará las ambiciones de Rommel en Oriente Medio. 
La ofensiva comienza con buenos augurios, el general Kesserlring y su cuerpo aéreo, llegados del frente del este, lanzan la operación Herkules. Malta, que obstaculizaba el suministro del Afrika Korps, es amenazada por los bombardeos operativos de los aviones alemanes desde las bases de Sicilia. Además, hombres rana italianos consiguieron hundir dos acorazados británicos y un buque de carga de la Royal Navy en el puerto de Alejandría. El suministro y los refuerzos germano-italianos mejoraron, lo que obligó a los británicos a trasladar a Libia tropas que se encontraban luchando contra los japoneses en el sureste asiático.
Para preparar esta ofensiva, Rommel contaba con múltiples fuentes de información sobre la situación del enemigo. El servicio de espionaje alemán (Abwehr) consiguió descifrar los códigos británicos e interceptó los mensajes transmitidos a los agregados militares americanos sobre el dispositivo militar británico; también infiltró a un espía en El Cairo, John Eppler, y a esto se añaden los medios de vigilancia radio-telegráficos de la compañía de escucha Horch. Rommel cuenta para esta ofensiva con 90.000 hombres y 575 panzers contra los 100.000 hombres y 994 tanques británicos, pero posee la iniciativa y sus tropas son más móviles y aguerridas, particularmente en el desierto. Decide envolver la línea de frente británica por el sur y remontarse a continuación al norte con el objetivo de separar en dos el VIII Ejército del general Ritchie. El 26 de mayo de 1942, Erwin Rommel lanza su ofensiva, con la cual espera alcanzar el Canal de Suez.
Con su ala izquierda, compuesta por los 10˚ y 21˚ Cuerpos italianos (divisiones Sabratha, Trento, Brescia y Pavía), reforzados por la 15.ª Brigada alemana de infantería, desencadena un ataque frontal contra Gazala y sobre la carretera costera en dirección a Tobruk, esperando encontrar y fijar allí a la parte fundamental de las fuerzas de la Commonwealth. Simultáneamente, lanza hacia el sur sus cinco mejores divisiones (las 15.ª División Panzer y la 21.ª División Panzer, la 90.ª División Ligera Africa , la 132.ª División blindada Ariete y la 101.ª División motorizada Trieste), en un movimiento giratorio destinado a atravesar la línea consolidada norte-sur de los británicos, de manera que debe remontarse a continuación hacia el norte para atacar por detrás el grueso de las fuerzas británicas y destruirlas en la bolsa así creada. Espera a continuación una rápida caída de Tobruk para abalanzarse seguidamente sobre Egipto. El general Ritchie al mando del VIII Ejército, convencido de que los alemanes atacarían directamente Tobruk, desplegó el grueso de sus fuerzas frente a las dos divisiones italianas, con cuatro divisiones y dos brigadas. El lado meridional solamente estaba cubierto por dos divisiones y tres brigadas, una de ellas era la 1.ª Media Brigada francesa libre, situada en el lugar previsto por Rommel para cruzar las líneas del ejército aliado.

### Bir Hakeim, un pequeño reducto francés libre

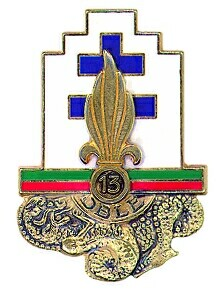
Insignia actual de la 13.ª Media Brigada de la Legión Extranjera.

Uno de los puntos de resistencia hacia el sur es la posición de Bir Hakeim, los franceses libres que la ocupan siguen combatiendo a pesar del armisticio firmado por su gobierno. La 1.ª Brigada francesa libre mandada por el general Kœnig era una unidad bastante heterogénea. Estaba formada por un total de 3700 hombres, distribuidos en seis batallones: dos de la Legión Extranjera, al mando del coronel Dimitri Amilakvari y en la que estaban incluidos unos 1000 soldados españoles primer batallón de la 13.ª Media Brigada L.E (Legión Extranjera); los batallones del Oubangui-Chari y el Pacífico, mandados por el coronel Roux: el de infantes de marina del comandante Laurent y varias pequeñas unidades, como la 22.ª Compañía norteafricana del capitán Lequesne y la 17.ª Compañía de zapadores del capitán Desmaisons.
El armamento que poseían, lo mismo que sus tropas son de distinto origen, y bastante irregular. Poseen 63 tanquetas Bren-Carrier, además de numerosos camiones y dos obuses proporcionados por los británicos. Pero la gran mayoría de la artillería es francesa: 54 cañones de 75 mm (30 de ellos antitanque), 14 de 47 mm y 18 de 25 mm. Los británicos les proporcionaron 86 fusiles antitanque Boys de 13,9 mm y 18 cañones antiaéreos Bofors 40 mm. La mayoría del equipamiento de la infantería es francesa, con 44 morteros de 81 o de 60 mm, 76 ametralladoras Hotchkiss M1914, 96 ametralladoras pesadas antiaéreas calibre 13,2 mm y 270 ametralladoras ligeras de infantería FM 24/29. La guarnición dispone al principio de reservas de alimentos para diez días y de veinte mil obuses de 75 mm.
El general Bernard Saint-Hillier describe así la posición que los hombres de Kœnig tienen que defender: 

«Simple cruce de pistas en un desierto árido, pedregoso y desnudo que barren los vientos de arena, Bir Hakeim se ve desde todas partes». En efecto, el campo de batalla se caracteriza por una ausencia total de cubiertos y obstáculos naturales. La posición comprende una ligera ondulación sur-norte, que jalona un antiguo puesto meharista, sin valor defensivo y dos montículos que son los escombros de dos antiguos depósitos de agua. Kœnig divide el punto de apoyo en tres sectores, defendidos por tres de los batallones. El 2º batallón de la Legión Extranjera defenderá la cara Este. El 13º, en reserva, estará formado por varios grupos móviles dotados con vehículos y cañones de 75 mm y 25 mm, disponibles para realizar misiones de reconocimiento fuera del reducto.
Se emplean las minas terrestres como sistema defensivo, el comandante Vincent, de la brigada FFL, describe así las defensas de Bir Hakeim: «Para dar profundidad a este débil sistema defensivo relativamente lineal, una amplia zona de minas, precede a la posición». Las ramas septentrionales y noroeste de esta zona minada se extienden hasta los centros de resistencia vecinos. Estas zonas serán supervisadas por patrullas motorizadas de la brigada FFL.

### El asalto italiano

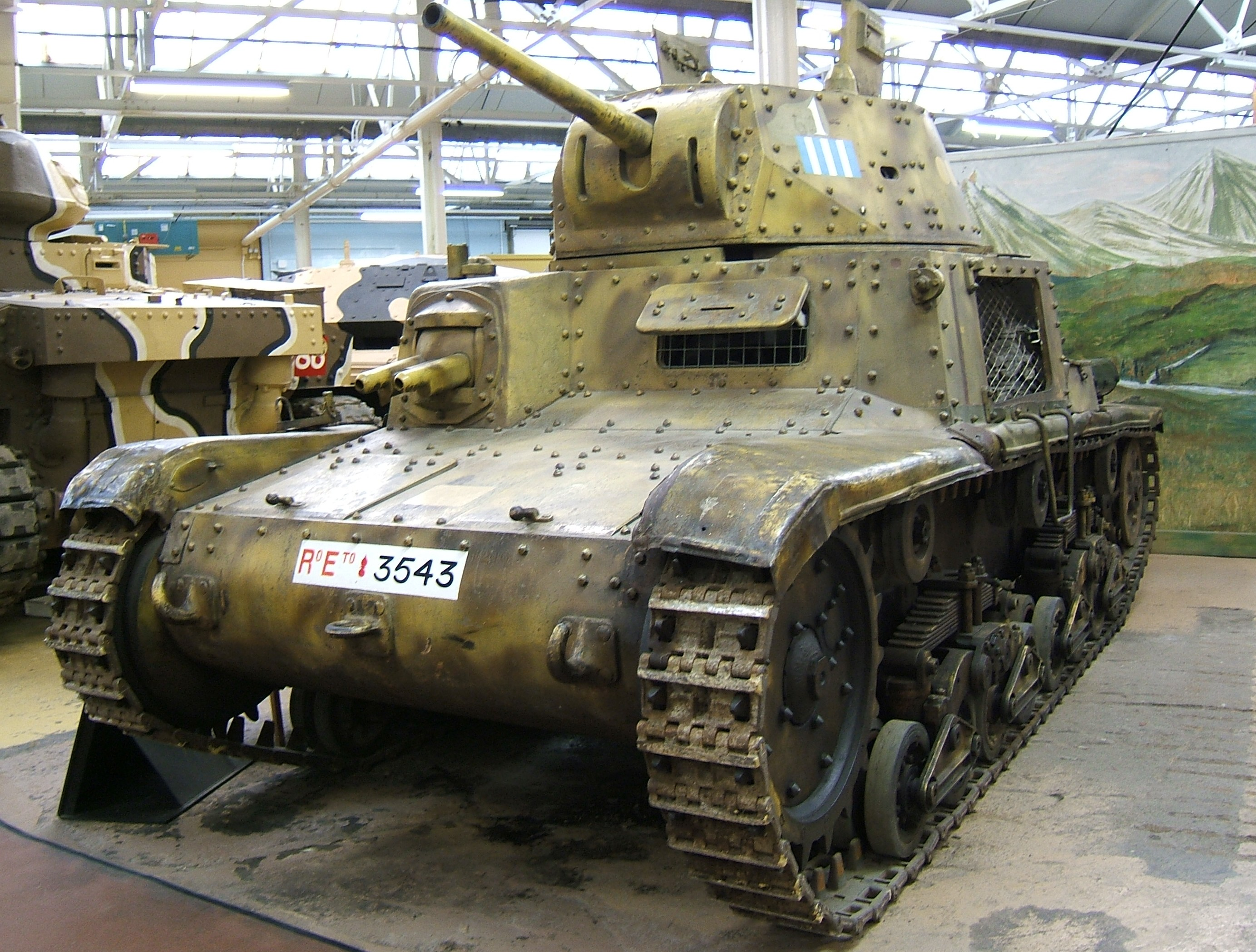
Tanque italiano M13/40

En la noche del 26 de mayo de 1942, Rommel anticipándose a la ofensiva planeada por los británicos, empieza el ataque, la 15.ª División Panzer y la 21.ª División Panzer, así como la 90.ª División ligera alemana del Afrika Korps y las dos divisiones del ejército italiano (132.ª División blindada Ariete y motorizada Trieste), comienzan el movimiento de rodeo previsto al sur de Bir Hakeim. Las unidades blindadas británicas sorprendidas resisten de manera desordenada e improvisada sufriendo perdidas considerables, pero al mismo tiempo también infringen un serio castigo a las tropas germano-italianas. Al llegar las noticias de movimiento del enemigo, el general Kœnig prepara a sus tropas para el combate.
El 27 de mayo, a las 9 de la mañana, Rommel da la orden al general De Stefanis, al mando de la 132.ª División blindada Ariete, de que comience el ataque sobre Bir Hakeim por el sureste. Las unidades de esta división, a saber, el 132.º regimiento de tanques, el 8º regimiento de bersaglieri y el 132.º de artillería, abordan la posición francesa en sucesivas oleadas a partir de las 9,30. Los bersaglieri que deben apoyar la carga de los tanques son obligados a replegarse ante la efectividad y la violencia de la artillería francesa. Los tanques intentan cruzar valerosamente la zona minada sin apoyo, seis de ello consiguen cruzar el campo de minas e infiltrarse en las líneas francesas, pero son destruidos y sus tripulantes hechos prisioneros.

Bandera de la Royal Air Force

El resto de los tanques intentan el ataque por el norte, pero caen en el campo de minas que protegía este sector. Los italianos terminan por agruparse y replegarse. Dejan en el campo de batalla treinta y dos tanques, noventa y un soldados son hechos prisioneros, incluido el teniente coronel Pasquale Prestissimone, comandante del 132.º regimiento de blindados. La División Ariete queda reducida a treinta y tres tanques en apenas cuarenta y cinco minutos y debe cesar su ataque. Los defensores solo tienen dos heridos, un camión y un cañón destruidos. El día 27 de mayo termina con un fracaso para las fuerzas del Eje. Sin embargo, más al norte, la 3ª brigada india, la 4ª brigada blindada y la 7ª motorizada británicas, son obligadas a bascular sobre Bil el Gobi y El Adem, dejando Bir Hakeim aislado. Durante los días 28 y 29 de mayo la Royal Air Force bombardea los alrededores tomando como referencia las carcasas de los tanques italianos destruidos poniendo en peligro la vida de los defensores. El general Kœnig se ve obligado a enviar un destacamento con el fin de incendiar esas chatarras para evitar trágicos errores. Intentan ponerse en contacto con la 150.ª brigada británica instalada más al norte, pero la artillería italiana les obliga a renunciar, no sin haber destruido siete vehículos blindados enemigos.
El 30 de mayo, se vive un día de relativa calma en Bir Hakeim, donde sólo se produce una infiltración enemiga en los campos de minas. Por otra parte, la falta de agua amenaza con convertirse en un serio problema, agravado tras la llegada de ciento veinte soldados indios sedientos, capturados por los alemanes y luego abandonados tras la ofensiva. A éstos hay que añadir además los ciento cuarenta y tres prisioneros capturados.
El 31 de mayo, los cincuenta camiones de suministro de la 101.ª compañía automóvil del capitán Dulau, llegan finalmente a Bir Hakeim, con su carga de agua. Al volver a salir, el convoy se hace cargo de los heridos graves, de los indios capturados por los alemanes y de los presos enemigos. Una salida llevada a cabo por el coronel Amilakvari destinada a limpiar los alrededores, con los grupos móviles Messmer, de Roux y de Sairigné, permite destruir cinco tanques enemigos y un taller alemán de reparación de tanques. El balance de la brigada FFL desde el 27 de mayo hasta la salida del convoy es de cuarenta y un tanques destruidos, noventa y ocho prisioneros alemanes y ciento cuarenta y cinco italianos, con solamente dos muertos y cuatro heridos en sus filas. El mismo día 31 una contraofensiva de la 150.ª Brigada de Fusileros británica, hace retroceder temporalmente a los alemanes hacia el oeste, pero al día siguiente el cerco sobre Bir Hakeim se reanuda.

### El sitio

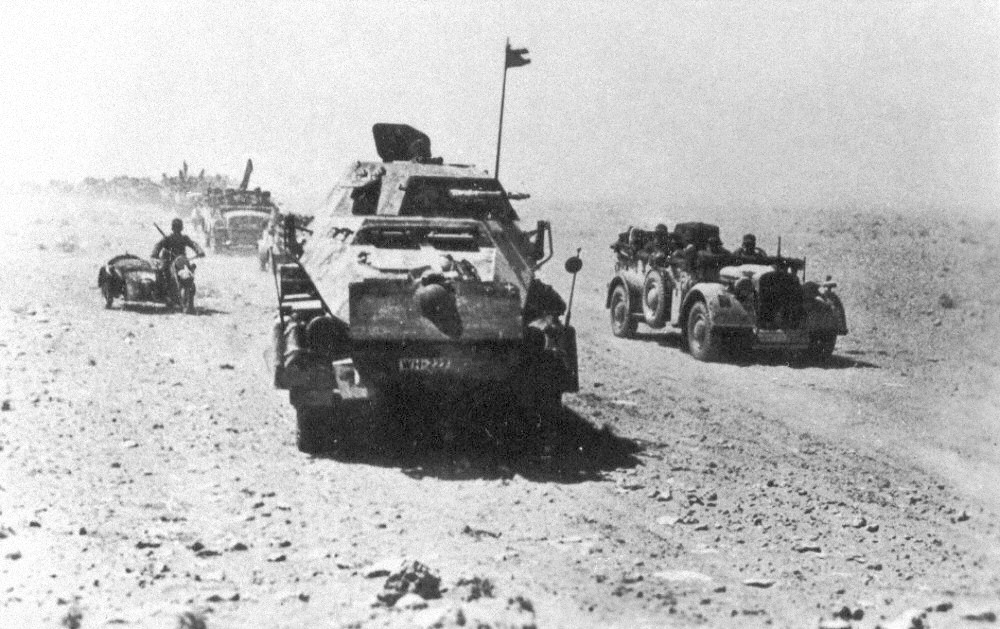
Avance de la 39.ª División Panzer.

Los éxitos de Rommel en el norte, donde los combates son furiosos, también debilitaron a las fuerzas del Eje, debido a la superioridad numérica de los tanques británicos. Además la dura resistencia de los franceses en Bir Hakeim pone en peligro los planes de rodeo proyectados por Rommel, a pesar de la severa derrota infringida a los británicos con la destrucción el 1 de junio de la 150.ª brigada de infantería.
Las divisiones del Afrika Korps no se atreven a proseguir su avance dejando atrás a la brigada combinada francesa, por lo que detienen su avance hasta que no acaben con el punto de resistencia francés. Después de reforzar las divisiones italianas con refuerzos del Afrika Korps, el 1 de junio se producen varios bombardeos sobre el atrincheramiento francés. Con el apoyo de la aviación, Rommel envía contra este lugar la División Motorizada Trieste, la 90.ª División ligera alemana y tres regimientos blindados de reconocimiento de la 17.ª División Motorizada Pavía. Llegan el 2 de junio delante del atrincheramiento.
La guarnición divisa a las unidades enemigas sobre las 8 de la mañana, las primeras formaciones alemanas progresan hacia el sur y los italianos hacia el norte. Dos emisarios italianos se presentan a las 10,30 de la mañana delante del 2.º Batallón de la Legión Extranjera pidiendo la rendición. El general Kœnig rechaza el ultimátum.
Del 2 al 10 de junio tiene lugar un fuerte duelo de artillería, la posición es fuertemente bombardeada por la aviación alemana e italiana, los Stukas alemanes efectuaran más de veinte salidas de bombardeo sobre Bir Hakeim. El ejército británico es incapaz de apoyar la defensa de los franceses, a excepción de un ataque sobre la División Ariete que fue rápidamente detenido. El aislamiento de los hombres de Kœnig es total.
El 3 de junio, Rommel envía un mensaje escrito de su mano al general Kœnig: 

«A las tropas de Bir Hakeim: Cualquier resistencia prolongada significa un derramamiento de sangre inútil. Sufrirán la misma suerte que las dos brigadas inglesas de Got-el-Qualeb que se han destruido anteayer. Cesamos el combate si alzan banderas blancas y si se dirigen hacia nosotros, sin armas.»

La única respuesta sería una salva de cañón del regimiento de artillería que destruiría algunos camiones alemanes.
Los días 3 y 4 de junio se rechazan todos los intentos de asalto germano-italianos, precedidos de intenso fuego artillero y bombardeo de la aviación. El general Rommel escribió: 

«Dado que la invitación para rendirse hecha por nuestros parlamentarios a los asediados fue rechazada, el ataque se lanzó hacia mediodía, llevado en el noroeste por la división motorizada Trieste, y por el sureste con la 90ª división motorizada alemana, contra las fortificaciones, las posiciones y los campos de minas establecidos por las tropas francesas. La batalla de junio comenzó con una preparación de artillería; continuó durante diez días con una violencia poco común. Durante este período, yo mismo asumí, en varias ocasiones, el mando de las tropas asaltantes. Sobre el teatro de las operaciones africanas, raramente vi combate más encarnizado.»

Von Mellenthin, uno de los generales del Afrika Korps, declarará más tarde 

«nunca haber enfrentado, durante toda la guerra del desierto, una defensa tan encarnizada y heroica».

Cruz de Hierro, usada en los tanques, aviones y otros vehículos alemanes, durante la Segunda Guerra Mundial.

A partir del 6 de junio, el asalto propiamente dicho comienza. La 90.ª división motorizada envía a sus grupos de asalto con el apoyo de las tropas del general Ulrich Kleemann, caballero de la cruz de hierro, recién llegado del frente ruso para intentar lograr un paso a través del campo de minas. Durante la noche, los alemanes consiguen acercarse a 800 metros del fuerte después de hacer una brecha en el campo de minas exterior. Aprovechando la oscuridad consiguen realizar varios pasillos en el perímetro interior de la zona minada por los que se infiltra la infantería. A pesar de algunos tímidos ataques de la 7.ª Brigada Motorizada británica contra los asaltantes, el cerco se cierra la noche del día 6. Al noroeste la División Trieste no tiene el mismo éxito y su ataque es detenido. Los soldados franceses escondidos en agujeros individuales y trincheras resuelven con eficacia las tentativas de penetración de las tropas del Eje. A pesar de que los campos de minas son traspasados en varios lugares, la precisión y la densidad de tiro de los defensores, paralizan los éxitos iniciales conseguidos por los asaltantes. Los legionarios bien parapetados y a pesar del cañoneo incesante, del hambre y de la sed que comienza a hacerse sentir, rechazan ferozmente el asalto. El día 7 de junio, la situación es la misma, los alemanes se acercan aún más a la posición, pero el tiro continuo de los franceses los detiene. La RAF interviene en cuatro ocasiones ametrallando a las fuerzas asaltantes.
Un último convoy llega por la noche guiado por el cadete Bellec atravesando las líneas alemanas. La niebla cubre su llegada, pero cubre también los preparativos de Rommel, que se refuerza con los tanques pesados del coronel Hacker, dotados con cañones de 88 mm. La mañana del 8 de junio, Rommel lanza una nueva ofensiva. En su cuaderno, impresionado por la defensa de los franceses, escribe: 

«Y con todo, el día siguiente, cuando mis tropas volvieron a salir, fueron acogidas con un fuego violento, cuya intensidad no había disminuido desde la víspera. El adversario enterrado en sus agujeros individuales, seguía siendo invisible. Necesitaba Bir Hakeim, de ello dependía la suerte de mi ejército».

Rommel conduce personalmente el ataque por el norte y acerca sus piezas de 88 y de 50 mm, disparando sobre las fortificaciones francesas. La Luftwaffe desencadena varias incursiones con los Stukas; una de ellas afecta al puesto sanitario de la brigada matando a 17 heridos. La noche del día 8 de junio, el general Kœnig envía un mensaje a sus hombres, se les informa que el día 10 será el último día de resistencia y que al día siguiente podrán abandonar la posición al enemigo, ya que los británicos han podido reorganizarse durante el precioso tiempo que la 1.ª brigada francesa libre ha bloqueado el avance del Afrika Korps.
Para el combate del día siguiente, la brigada FFL, que no se abasteció después de los duros combates de la víspera, no dispone de suficientes municiones para el día, las reservas de agua casi se agotan, la RAF proporciona un suministro aéreo de 170 litros que se utiliza para los heridos. La comida también comienza a escasear. Hasta las 9, la niebla impide el comienzo de los combates, esto permite a los equipos telefonistas del capitán Renard restablecer las líneas con los británicos. Rommel, por su parte, hizo venir a la 15.ª División Panzer. Por la mañana la situación es tranquila, al noroeste se producen algunas escaramuzas entre el 66.º regimiento de infantería italiano (que pertenece a la división Trieste) y los hombres del teniente Bourguoin que se baten con granadas. Como todos los días también se producen bombardeos de artillería y aviación. A la una, los acontecimientos se aceleran, 130 aviones germano-italianos bombardean la cota norte del campo, la infantería alemana se lanza al ataque cubierta por la 15.ª División Panzer que bombardea con furia a los franceses. La 9.ª compañía del capitán Messmer es obligada a retroceder, así como la sección del cadete Morvan; a pesar de todo la situación se restablece gracias a la carga de los oruga Bren Carrier. La artillería seguirá machacando a los franceses hasta las 9 de la noche, hora a la que se lanza una nueva ofensiva que es rechazada de nuevo.

### La evacuación
El día 9 de junio a las 17 horas, la orden de evacuación llega por fin a los asediados. Por la noche el general Kœnig precisa los detalles de la salida. Pide la protección de la RAF y fija la hora de salida para las 11pm del día siguiente. Fija un punto de reunión con los británicos al suroeste de la posición con los medios motorizados que necesitan. Sin embargo, aún deben resistir durante el día siguiente. El agua potable escasea y las municiones son escasas: aproximadamente 200 obuses de 75 mm y 700 granadas de mortero.
Por la mañana del día 10 de junio el bombardeo alemán se reanuda con fuerza y hacia la una se lanza un asalto sobre el sector defendido por el batallón Oubangui-Chari y por el 3.º batallón de la Legión Extranjera. El asalto está precedido por un ataque de cien Stukas que causan numerosos destrozos y siembran confusión en las filas francesas. Los tanques del 15.ª División y sus granaderos están a punto de traspasar el dispositivo defensivo, pero un contraataque de los legionarios de Messmer y los Bren Carriers del capitán Lamaze, apoyados por las últimas granadas de mortero, restablecen la situación. Las oleadas de bombardeos se suceden y el ataque se reanuda. Pero después de 2 horas, los alemanes, desmoralizados por la resistencia de sus adversarios, deciden posponer el asalto para el día siguiente, ignorando su escasez de municiones.
El abandono de la posición va a comenzar, sin embargo no va a ser sin dificultad, teniendo en cuenta la situación de toda la brigada. El material pesado intransportable es incendiado y el 2.º batallón de la Legión Extranjera se prepara para correr hacia la 7.ª brigada motorizada británica estacionada a 7 km al suroeste. La limpieza de minas efectuada por los zapadores resulta más difícil de lo previsto, y con un retraso de hora y cuarto, sólo ha salido del perímetro la 6.ª compañía del capitán Wagner. Además, solo se pudo abrir un pequeño pasillo a través del campo de minas y no los 200 m previstos. Una bengala alemana descubre el movimiento de los franceses, estos intuyendo el inminente ataque se lanzan corriendo a través del campo minado, saltando por los aires numerosos vehículos. El 3.º batallón de la Legión Extranjera y el batallón de Pacífico consiguen salir. Los franceses se dirigen hacia el suroeste en avalancha, formando pequeños grupos, motorizados o no que neutralizan una a una las tres líneas defensivas ítalo-alemanas. Se distinguen especialmente los coches-oruga Bren Carrier del capitán Lamaze. Este último morirá durante la salida, al igual que el teniente Dewey y el capitán Bricogne. Otros serán capturados en el intento. Pero la mayor parte del personal de la brigada consigue cruzar el cerco detrás de la carga de los vehículos motorizados y hombres de Amilakvari. Éste, en compañía del general Kœnig, consigue llegar a Gasr El Abid, corriendo el riesgo de ser capturados al atravesar en tromba un campamento enemigo. Los británicos ven llegar a los primeros franceses hacia las 4. Hacia las 8 la mayor parte de los hombres de la brigada FFL consiguen llegar junto a las líneas británicas, en vehículo o a pie. Las patrullas aliadas recogerán durante el día a numerosos grupos aislados.
La salida es un éxito completo y Rommel ignorando que la posición de Bir Hakeim ha sido abandonada durante la noche, lanza un nuevo asalto por la mañana. Sus hombres solo encontrarán cadáveres y algunos heridos que no consiguieron huir. La Luftwaffe, sin apenas combustible por las 1400 salidas sobre Bir Hakeim, no puede perseguir y bombardear a los franceses y británicos que escapan.

### Balance y consecuencias de los combates de Bir Kakeim
Del lado del Eje, las pérdidas son abundantes, entre muertos, heridos y desaparecidos se contabilizan 3.300 hombres, 277 fueron hechos prisioneros y se destruyeron 51 tanques, 13 vehículos blindados y un centenar de distintos vehículos. La Luftwaffe, perdió 7 aviones por el fuego antiaéreo y 42 Stukas fueron abatidos por la RAF. Las pérdidas francesas son mucho menores, durante el sitio murieron 99 hombres y 19 fueron heridos, a estos hay que añadir los 41 muertos, 210 heridos y 814 presos que se produjeron durante la salida. En total, llegaron a las líneas británicas 2.619 hombres de la brigada francesa, sobre los 3.703 presentes desde el comienzo de la batalla.
El general británico Playfair dirá: 

«La defensa prolongada de la guarnición francesa desempeñó un papel importante en el restablecimiento de las tropas británicas en Egipto».

El retraso que aportó la resistencia francesa en Bir Hakeim a la ofensiva de Rommel incrementó las posibilidades de los británicos de recobrarse y facilitar la preparación de un contraataque. La ralentización de las maniobras de Rommel permitió a las fuerzas británicas escapar a la destrucción prevista por el Eje. Se puede decir sin exagerar que la batalla de Bir Hakeim facilitó el éxito defensivo de El Alamein. Winston Churchill diría: 

«Al retrasar en quince días la ofensiva de Rommel, los franceses libres de Bir Hakeim han contribuido a salvaguardar la suerte de Egipto y del Canal de Suez».

El mismo Adolf Hitler ordenó que los prisioneros franceses fueran ejecutados, pero Rommel se negó a ello. Éste, impresionado por la resistencia francesa, y dándose cuenta de que los presos franceses morían de sed, dio la orden de asignarles la misma ración de agua que recibían sus propios soldados.
El resultado más importante de la batalla de Bir Hakeim es la ralentización de la ofensiva alemana sobre el Canal de Suez. Este retraso de 14 días permitió al 8.º Ejército británico desplegarse hacia El Alamein y consolidarse estratégicamente en una posición defensiva. Esto a pesar de que poco después, el 21 de junio, Rommel se apoderara sin dificultad de la plaza de Tobruk, a pesar de la guarnición británica de 35.000 hombres que la defendía. A continuación tomó Marsa-Matruh y posteriormente se dirigió hacia El Alamein, a 160 km de Alejandría. Pero las divisiones italianas solo poseen 30 tanques y los alemanes 58, además se encuentran muy debilitados y no consiguen traspasar esta nueva línea defensiva. Los británicos recibieron el refuerzo de cinco divisiones de refresco. Así va a detenerse por fin el avance del Afrika Korps hacia Alejandría, El Cairo y el Canal de Suez. El 23 de octubre de 1942, Montgomery desencadenará una ofensiva que rechazará inexorablemente a las fuerzas del Eje hasta Túnez, donde capitularán.

## Recursos y bibliografía
- Memorias
  - Rondeau y Roger Stephane, Des hommes libres: La France Libre par ceux qui l’ont faite (Testimonios: Capítulo 16, p. 243.), Ed. Bernard Grasset, París, 1997.
  - Generalfeldmarschall Romel, Archives Rommel, Herrlingen-Blaustein.
  - Général Koenig, Bir Hakeim, Ed. Robert Laffont, París, 1971.
  - Pierre Messmer, La bataille de Bir Hakeim, Revue Espoir, París, septiembre de 1986.
  - Raphaël Onana, Un homme blindé à Bir-Hakeim, Ed. L'Harmattan.
- Libros históricos
  - Erwan Bergot, La Légion au combat, Narvik, Bir-Hakeim, Dièn Bièn Phu, Presses de la Cité, 1975
  - Jean-Louis Crémieux-Brilhac, La France Libre, NRF, París, 1996.
  - Dominique Lormier, Rommel: La fin d’un mythe, Ed. Le Cherche midi, París, 2003.
  - Eduardo Pons Prades, "Republicanos Españoles en la Segunda Guerra Mundial", Ed. La Esfera de los Libros, Madrid, 2003.